# عبدالله حیدر
عبدالله حیدر (عربی: عبدالله حيدر؛ زادهٔ ۲۷ مارس ۱۹۸۵) بازیکن فوتبال اهل عربستان سعودی است.
از باشگاه‌هایی که در آن بازی کرده‌است می‌توان به باشگاه فوتبال الرائد عربستان سعودی، باشگاه فوتبال الاتحاد، و باشگاه فوتبال الحزم عربستان سعودی اشاره کرد.